# Lista de códigos de região FIPS (J-L)
Esta é uma lista de códigos de região FIPS 10-4 de J-L, usando um formato de nome padronizado e cruzando links para artigos.
Em 2 de setembro de 2008, FIPS 10-4 foi um dos dez padrões retirados por NIST como um Padrão Federal de Processamento de Informação. A lista aqui é a última versão dos códigos. Para versões anteriores, veja o link abaixo.

## JA:Japão
- JA01: Aichi (prefeitura)
- JA02: Akita (prefeitura)
- JA03: Aomori (prefeitura)
- JA04: Chiba (prefeitura)
- JA05: Ehime (prefeitura)
- JA06: Fukui (prefeitura)
- JA07: Fukuoka (prefeitura)
- JA08: Fukushima (prefeitura)
- JA09: Gifu (prefeitura)
- JA10: Gunma (prefeitura)
- JA11: Hiroshima (prefeitura)
- JA12: Hokkaidō (prefeitura)
- JA13: Hyōgo (prefeitura)
- JA14: Ibaraki (prefeitura)
- JA15: Ishikawa (prefeitura)
- JA16: Iwate (prefeitura)
- JA17: Kagawa (prefeitura)
- JA18: Kagoshima (prefeitura)
- JA19: Kanagawa (prefeitura)
- JA20: Kōchi (prefeitura)
- JA21: Kumamoto (prefeitura)
- JA22: Kyōto (prefeitura)
- JA23: Mie (prefeitura)
- JA24: Miyagi (prefeitura)
- JA25: Miyazaki (prefeitura)
- JA26: Nagano (prefeitura)
- JA27: Nagasaki (prefeitura)
- JA28: Nara (prefeitura)
- JA29: Niigata (prefeitura)
- JA30: Ōita (prefeitura)
- JA31: Okayama (prefeitura)
- JA32: Ōsaka (prefeitura)
- JA33: Saga (prefeitura)
- JA34: Saitama (prefeitura)
- JA35: Shiga (prefeitura)
- JA36: Shimane (prefeitura)
- JA37: Shizuoka (prefeitura)
- JA38: Tochigi (prefeitura)
- JA39: Tokushima (prefeitura)
- JA40: Tōkyō (prefeitura)
- JA41: Tottori (prefeitura)
- JA42: Toyama (prefeitura)
- JA43: Wakayama (prefeitura)
- JA44: Yamagata (prefeitura)
- JA45: Yamaguchi (prefeitura)
- JA46: Yamanashi (prefeitura)
- JA47: Okinawa (prefeitura)

## JM:Jamaica
- JM01: Clarendon (paróquia da Jamaica)
- JM02: Hanover (paróquia da Jamaica)
- JM04: Manchester (paróquia da Jamaica)
- JM07: Portland (paróquia da Jamaica)
- JM08: Saint Andrew (paróquia da Jamaica)
- JM09: Saint Ann (paróquia da Jamaica)
- JM10: Saint Catherine (paróquia da Jamaica)
- JM11: Saint Elizabeth (paróquia da Jamaica)
- JM12: Saint James (paróquia da Jamaica)
- JM13: Saint Mary (paróquia da Jamaica)
- JM14: Saint Thomas (paróquia da Jamaica)
- JM15: Trelawny (paróquia da Jamaica)
- JM16: Westmoreland (paróquia da Jamaica)
- JM17: Kingston (paróquia da Jamaica)

## JO:Jordânia
- JO02: Balqa (província)
- JO09: Karak (província)
- JO12: Tafilah (província)
- JO15: Mafraq (província)
- JO16: Amman (província)
- JO17: Zarqa (província)
- JO18: Irbid (província)
- JO19: Ma'an (província)
- JO20: Ajlun (província)
- JO21: Aqaba (província)
- JO22: Jerash (província)
- JO23: Madaba (província)

## KE:Quénia
- KE01: Província Central (Quênia)
- KE02: Costa (Quénia)
- KE03: Oriental (Quénia)
- KE05: Província de Nairobi
- KE06: Nordeste (Quénia)
- KE07: Nyanza
- KE08: Província do Vale do Rift (Quênia)
- KE09: Ocidental (Quénia)

## KG:Quirguistão
- KG01: Bishkek Cidade
- KG02: Chüy (província)
- KG03: Jalal-Abad (província)
- KG04: Naryn (província)
- KG06: Talas (província)
- KG07: Ysyk-Köl (província)
- KG08: Osh (província)
- KG09: Batken (província)

## KN:Coreia do Norte
- KN01: Chagang Província
- KN03: Hamgyong-namdo Província
- KN06: Hwanghae-namdo Província
- KN07: Hwanghae-bukto
- KN08: Kaesŏng-si Municipalidade
- KN09: Kangwŏn-do Província
- KN11: P'yongan-bukto Província
- KN12: P'yŏngyang-si Municipalidade
- KN13: Yanggang-do Província
- KN14: Namp'o-si Municipalidade
- KN15: P'yongan-namdo Província
- KN17: Hamgyong-bukto Província
- KN18: Najin Sonbong-si Municipalidade

## KR:Kiribati
- KR01: Ilhas Gilbert
- KR02: Ilhas Line
- KR03: Ilhas Phoenix

## KS:Coreia do Sul
- KS01: Cheju Província
- KS03: Chŏlla-bukto Província
- KS05: Ch'ungch'ŏng buk-do Província
- KS06: Kangwŏn-do Província
- KS10: Pusan Cidade Metropolitana
- KS11: Sŏul Special Cidade
- KS12: Inch'ŏn Metropolitan Cidade
- KS13: Kyŏnggi-do Província
- KS14: Kyŏngsang-bukto
- KS15: Taegu Metropolitan Cidade
- KS16: Chŏlla-namdo
- KS17: Ch'ungch'ŏng-namdo Província
- KS18: Kwangju Metropolitan Cidade
- KS19: Taejŏn Metropolitan Cidade
- KS20: Kyŏngsang-namdo
- KS21: Ulsan Metropolitan Cidade

## KU:Kuwait
- KU02: Al `Āşimah (província do Kuwait)
- KU04: Al Aḩmadī (província)
- KU05: Al Jahrā (província)
- KU07: Al Farwānīyah (província)
- KU08: Ḩawallī (província)
- KU09: Mubārak al Kabīr (província)

## KZ:Cazaquistão
- KZ01: Almaty (província)
- KZ02: Almaty Cidade
- KZ03: Akmola (província)
- KZ04: Aktobe (província)
- KZ05: Astana Cidade
- KZ06: Atyrau (província)
- KZ07: Oeste (província do Cazaquistão)
- KZ08: Baykonyr Cidade
- KZ09: Mangystau (província)
- KZ10: Sul (província do Cazaquistão)
- KZ11: Pavlodar (província)
- KZ12: Karagandy (província)
- KZ13: Kostanay (província)
- KZ14: Kyzylorda (província)
- KZ15: Leste (província do Cazaquistão)
- KZ16: Norte (província do Cazaquistão)
- KZ17: Jambyl (província)

## LA:Laos
- LA01: Attapu (província)
- LA02: Champasak (província)
- LA03: Houaphan (província)
- LA07: Oudômxai (província)
- LA13: Xaignabouli (província)
- LA14: Xiangkhoang (província)
- LA15: Khammouan (província)
- LA16: Louang Namtha (província)
- LA17: Louangphrabang (província)
- LA18: Phôngsali (província)
- LA19: Salavan (província)
- LA20: Savannakhét (província)
- LA22: Bokèo (província)
- LA23: Bolikhamxai (província)
- LA24: Viangchan Municipality
- LA25: Xaisômboun Special Zone
- LA26: Xékong (província)
- LA27: Vientiane (província)

## LE:Líbano
- LE04: Beirute (província)
- LE05: Monte Líbano (província)
- LE06: Líbano Meridional
- LE07: Nabatiye (província)
- LE08: Beqaa (província)
- LE09: Líbano Setentrional
- LE10: Aakkâr (província)
- LE11: Baalbek-Hermel (província)

## LG:Letônia
- LG01: Aizkraukle (distrito)
- LG02: Alūksne (distrito)
- LG03: Balvi (distrito)
- LG04: Bauska (distrito)
- LG05: Cēsis (distrito)
- LG06: Daugavpils Municipalidade
- LG07: Daugavpils (distrito)
- LG08: Dobele (distrito)
- LG09: Gulbene (distrito)
- LG10: Jēkabpils (distrito)
- LG11: Jelgava Municipalidade
- LG12: Jelgava (distrito)
- LG13: Jūrmala Municipalidade
- LG14: Krāslava (distrito)
- LG15: Kuldīga (distrito)
- LG16: Liepāja Municipalidade
- LG17: Liepāja (distrito)
- LG18: Limbaži (distrito)
- LG19: Ludza (distrito)
- LG20: Madona (distrito)
- LG21: Ogre (distrito)
- LG22: Preiļi (distrito)
- LG23: Rēzekne Municipalidade
- LG24: Rēzekne (distrito)
- LG25: Riga Municipalidade
- LG26: Riga (distrito)
- LG27: Saldus (distrito)
- LG28: Talsi (distrito)
- LG29: Tukums (distrito)
- LG30: Valka (distrito)
- LG31: Valmiera (distrito)
- LG32: Ventspils Municipalidade
- LG33: Ventspils (distrito)

## LH:Lituânia
- LH56: Alytus (condado)
- LH57: Kaunas (condado)
- LH58: Klaipėda (condado)
- LH59: Marijampolė (condado)
- LH60: Panevėžys (condado)
- LH61: Šiauliai (condado)
- LH62: Tauragė (condado)
- LH63: Telšiai (condado)
- LH64: Utena (condado)
- LH65: Vilnius (condado)

## LI:Libéria
- LI01: Bong (condado)
- LI09: Nimba (condado)
- LI10: Sinoe (condado)
- LI11: Grand Bassa (condado)
- LI12: Grand Cape Mount (condado)
- LI13: Maryland (condado)
- LI14: Montserrado (condado)
- LI15: Bomi (condado)
- LI16: Grand Kru (condado)
- LI17: Margibi (condado)
- LI18: River Cess (condado)
- LI19: Grand Gedeh (condado)
- LI20: Lofa (condado)
- LI21: Gbarpolu (condado)
- LI22: River Gee (condado)

## LO:Eslováquia
- LO01: Banská Bystrica (região)
- LO02: Bratislava (região)
- LO03: Košice (região)
- LO04: Nitra (região)
- LO05: Prešov (região)
- LO06: Trenčín (região)
- LO07: Trnava (região)
- LO08: Žilina (região)

## LS:Liechtenstein
- LS01: Balzers Comuna
- LS02: Eschen Comuna
- LS03: Gamprin Comuna
- LS04: Mauren Comuna
- LS05: Planken Comuna
- LS06: Ruggell Comuna
- LS07: Schaan Comuna
- LS08: Schellenberg Comuna
- LS09: Triesen Comuna
- LS10: Triesenberg Comuna
- LS11: Vaduz Comuna

## LT:Lesoto
- LT10: Berea (distrito)
- LT11: Butha-Buthe (distrito)
- LT12: Leribe (distrito)
- LT13: Mafeteng (distrito)
- LT14: Maseru (distrito)
- LT15: Mohale's Hoek (distrito)
- LT16: Mokhotlong (distrito)
- LT17: Qacha's Nek (distrito)
- LT18: Quthing (distrito)
- LT19: Thaba-Tseka (distrito)

## LU:Luxemburgo
- LU01: Diekirch Distrito
- LU02: Grevenmacher Distrito
- LU03: Luxemburgo Distrito

## LY:Líbia
Esta lista de códigos para Líbia é baseado no 1988–1995 subdivisão baladiyat da Líbia. As subdivisões de primeiro nível da Líbia mudaram várias vezes desde então. Veja Distritos da Líbia.
- LY03: Al `Azīzīyah
- LY05: Al Jufrah
- LY08: Al Kufrah
- LY13: Ash Shāţi
- LY30: Murzuq
- LY34: Sabhā
- LY41: Tarhūnah
- LY42: Ţubruq
- LY45: Zlīţan
- LY47: Ajdābiyā
- LY48: Al Fātiḩ
- LY49: Al Jabal al Akhḑar
- LY50: Al Khums
- LY51: An Nuqāţ al Khams
- LY52: Awbār
- LY53: Az Zāwiyah
- LY54: Benghazi
- LY55: Darnah
- LY56: Ghadāmis
- LY57: Gharyān
- LY58: Mişrātah
- LY59: Sawfajjīn
- LY60: Sirte
- LY61: Ţarābulus
- LY62: Yafran (distrito)